# Velika vas
Velika vas – wieś w Słowenii, w gminie Moravče. W 2018 roku liczyła 54 mieszkańców.